# لجین عمران
لُجِین عمران (زاده ۲۶ اکتبر ۱۹۷۷) مجری تلویزیون اهل عربستان سعودی و شخصیت رسانه‌های اجتماعی است. او قبلاً برنامه‌ای در یک کانال تلویزیونی در بحرین اجرا کرده و یکی از بازیگران مجموعه تلویزیونی واقع‌نمای نتفلیکس با عنوان دبی بلینگ (۲۰۲۲) بوده است.

## اوایل زندگی شخصی
لجین عمران در ۲۶ اکتبر ۱۹۷۷ در شهر جبیل، استان شرقی عربستان سعودی به دنیا آمد. پدرش احمد عمران نام دارد و او سه خواهر و برادر دارد: دو برادر به نام‌های مازن عمران و باسیل عمران و یک خواهر به نام اسیل عمران که بازیگر است.
در سال ۲۰۰۱، او به بحرین نقل مکان کرد و در آنجا به کار در زمینه بانکداری پرداخت. او ابتدا در بانک علوال (بانک هلندی سابق عربستان سعودی) مشغول به کار شدو بعداً به عنوان مدیر عملیات فعالیت کرد. سپس به سیتی بانک بحرین رفت و پس از آن، در شرکت Fotoon Edu-Tinment به عنوان مدیر عملیاتی مشغول به کار شد. او این سمت را تا سال ۲۰۰۴ حفظ کرد.
گزارش‌ها حاکی از آن است که او پیشتر با شیخ سلمان آل ثانی ازدواج کرده و از او دو فرزند دارد: یک پسر به نام سمیر و یک دختر به نام جیلان که گفته می‌شود در دسامبر ۲۰۱۸ در بحرین ازدواج کرده است.
او در حال حاضر با سیف المنصوری، یک تاجر برجسته از امارات متحده عربی ازدواج کرده است.

## پیشه
لجین عمران پیش از اجرای برنامه «صبح بخیر اعراب!»، در چندین برنامه تلویزیونی دیگر از جمله «وضعیت با لجین»، «یا هلا»، «اطراف خلیج» و «دنیای حوا» حضور داشته است.
مجله فوربس او را در سال ۲۰۱۷ در رتبه ۵۵ از فهرست ۱۰۰ چهره مشهور عرب قرار داد و او یکی از پنج فرد عربستانی حاضر در این لیست بود.
او به عنوان «یکی از تأثیرگذارترین شخصیت‌های رسانه‌ای در خاورمیانه» شناخته می‌شود.
عمران در شبکه اجتماعی اینستاگرام بیش از ۱۱ میلیون دنبال‌کننده دارد و در میان پنج تأثیرگذار برتر مد و زیبایی در امارات متحده عربی قرار گرفته است.
مجله Gulf Businessدر سال ۲۰۱۸ او را در رتبه ۸۷ از فهرست قدرتمندترین افراد عرب قرار داد و از او به عنوان «اینفلوئنسر و مجری تلویزیون» یاد کرد.